# 숲 속의 곰, 동면 중.
《숲 속의 곰, 동면 중.》(森のくまさん、冬眠中。)은 하루치카가 원작한 일본의 성인 만화이다. 2020년 6월 8일부터 《숲 속의 곰이 동면 중에 가슴을 개발 당했습니다.》(森のくまさん、冬眠中に乳首を愛でられました。)라는 타이틀로 ComicFesta로부터 「BL 스크리모」 레이블에서 발간되었다.

## 줄거리
곰 노와는 혼자 있던 강아지를 주워 아이리라고 이름 붙여 키우고 있었다. 겨울이 되면서 노와는 친구인 코우에게 아이리를 맡기고 자신은 겨울잠에 들어간다. 노와가 깨어나면 그곳에는 크게 성장한 아이리가 노와의 젖꼭지를 핥고 있어 노와 교미를 할 것을 요구한다.

## TV 애니메이션
AnimeFesta 오리지널의 일환으로 2022년 7월부터 9월까지 도쿄 MX에서 5분간의 단편 애니메이션로서 방송되었다. 다른 AnimeFesta와 마찬가지로 통상판과 연령 제한이 있는 완전판이 존재하며 완전판은 AnimeFesta 오리지널 독점 착신된다.